# Thomas Posey

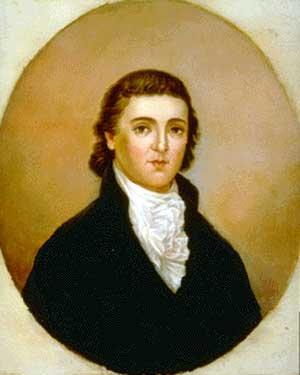
Thomas Posey

Thomas Posey (* 9. Juli 1750 im Fairfax County, Colony of Virginia; † 29. März 1818 in Shawneetown, Illinois-Territorium) war ein US-amerikanischer Politiker und von 1813 bis 1816 letzter Gouverneur des Indiana-Territoriums. Außerdem vertrat er den Bundesstaat Louisiana im US-Senat.

## Frühe Jahre
Thomas Posey erfuhr eine eher unterdurchschnittliche Erziehung in seiner Heimat Virginia. Im Alter von 19 Jahren zog er 1769 an die Westgrenze von Virginia, um als Händler oder als Farmer zu arbeiten. Aufgrund der ständigen Konflikte mit den Indianern schloss er sich 1774 der Miliz an, um gegen diese zu Felde zu ziehen. Während des Unabhängigkeitskrieges stieg Posey bis zum Oberstleutnant auf. Er wurde in seiner Karriere von George Washington gefördert. Später kursierten in Washington Gerüchte, Posey sei ein illegitimer Sohn des ersten US-Präsidenten gewesen; beweisbar waren diese aber nicht und sie gelten heute eher als unwahrscheinlich. Nach dem Ende des Krieges blieb Posey in der Kontinentalarmee. Er stieg bis zum Brigadegeneral auf und kämpfte an der Seite von General Anthony Wayne gegen die Indianer im Nordwesten des Landes. Im Jahr 1794 quittierte er seinen Militärdienst und zog nach Kentucky.

## Politischer Aufstieg
In Kentucky wurde Posey politisch aktiv. Er wurde in den Staatssenat gewählt und schaffte 1806 die Wahl zum Vizegouverneur unter Gouverneur Christopher Greenup. Als im Jahr 1809 die Bedrohung der Westgrenze durch Briten und Indianer zunahm, wurde Posey als Generalmajor der Miliz wieder militärisch aktiv. Diesen Posten behielt er bis 1810. Danach zog er nach Louisiana. Dort wurde er 1812/13 für kurze Zeit als US-Senator nach Washington, D.C. entsandt. Er bewarb sich um die Wiederwahl, verlor aber gegen James Brown.

## Karriere in Indiana und Lebensende
Im Jahr 1813 wurde Posey von Präsident James Madison zum neuen Gouverneur des Indiana-Territoriums ernannt. Sein Vorgänger William Henry Harrison war schon seit 1812 aufgrund seiner militärischen Aufgaben abwesend gewesen, und Staatssekretär John Gibson hatte das Amt bis zur Ankunft Poseys kommissarisch ausgefüllt. In Gibsons Amtszeit wurde der Eintritt Indianas als Bundesstaat in die Vereinigten Staaten vorbereitet, der dann 1816 vollzogen wurde. Aufgrund gesundheitlicher Probleme amtierte er nicht in der eigentlichen Hauptstadt Corydon, sondern in Jeffersonville. Damit zog er sich die Kritik der Opposition zu, weil er schwer erreichbar sei. Bei den ersten Gouverneurswahlen in Indiana unterlag Posey dann Jonathan Jennings, dem Kandidaten der Demokratisch-Republikanischen Partei. Im Jahr 1817 verlor er auch die Wahlen um einen Sitz im US-Senat. Stattdessen wurde er nach dem Ende seiner Zeit als Gouverneur zum Indianerbeauftragten der Bundesregierung für das Illinois-Territorium ernannt.
Thomas Posey starb am 29. März 1818 in Illinois. Er war zweimal verheiratet und hatte insgesamt mindestens zehn Kinder.
Nach ihm ist Posey County in Indiana benannt.